# Göran Ekberg
John Göran Ekberg, född 15 november 1919 i Helsingborgs stadsförsamling i dåvarande Malmöhus län, död  6 oktober 1993 i Höllviken i Skanörs församling i dåvarande Malmöhus län, var en svensk direktör. 
Ekberg blev juris kandidat vid Lunds universitet 1942, genomförde tingstjänstgöring 1942–1944, blev fiskal i Skånska hovrätten 1945, ombudsman vid Sydsvenska Kraft AB 1947, administrativ direktör där 1958 och var verkställande direktör där 1970–1985.